# Полонез (альбом)
Полонез — четвёртый студийный альбом группы Чиж & Co записанный и выпущенный в 1996 году. 

## Об альбоме
На обложке изображены куклы из собрания московского музея «Кукольный Дом».

## Список композиций
Слова и музыка всех песен — написаны Сергеем Чиграковым (кроме отмеченных).
| №   | Название                                                                  | Длительность |
| --- | ------------------------------------------------------------------------- | ------------ |
| 1.  | «Поезд»                                                                   | 7:16         |
| 2.  | «То измена, то засада»                                                    | 4:35         |
| 3.  | «а) Невеста б) Домой (Жених)» (авторы - Евгений Баринов, Сергей Чиграков) | 8:10         |
| 4.  | «Космический вальс» (авторы - Дмитрий Некрасов, Сергей Чиграков)          | 5:43         |
| 5.  | «Крокодил (Скучная история)»                                              | 4:41         |
| 6.  | «Полонез»                                                                 | 6:11         |
| 7.  | «Ехал всю ночь»                                                           | 4:50         |
| 8.  | «На двоих» (*)                                                            | 4:43         |
| 9.  | «Не говорите мне о ней»                                                   | 4:29         |
| 10. | «Фея»                                                                     | 3:25         |

(*) — издавалась на переиздании 1999 года.

## Участники записи
- Сергей Чиграков — вокал, гитара, акустическая гитара, клавишные, аккордеон, виолончель, горн, перкуссия, казу, свисток, семплер
- Михаил Владимиров — гитара, труба
- Алексей Романюк — бас-гитара
- Владимир Ханутин — барабаны
- Евгений Баринов — перкуссия, аккордеон, бэк-вокал
- струнный квартет п/у Ю.Серебрякова
- Юрий Морозов — звукорежиссёр